# Point Horror
Point Horror est une série de livres d'horreur pour jeunes adultes. La série était surtout populaire auprès des adolescentes.
Elle n'a été que partiellement édité en France.

## Histoire
La série Point Horror a été lancée en 1991 par Scholastic Inc, l'éditeur rééditant plusieurs de ses titres précédents sous la bannière Point Horror. Les auteurs qui ont publié sous le label Point Horror comprennent R.L. Stine, Lisa J. Smith, Diane Hoh, Richie Tankersley Cusick, Christopher Pike et Caroline B. Cooney. La série est remarquable car Blind Date est l'une des premières œuvres de R.L. Stine et a contribué à lancer sa carrière.
Après une absence de huit ans, Scholastic a annoncé son intention de publier trois nouveaux titres en mai 2013, et d'autres suivront plus tard dans l'année.

## Critiques littéraires
Bien que la série Point Horror n'ait pas attiré beaucoup d'attention sérieuse, la romancière britannique pour enfants et historienne de la littérature Gillian Avery a noté que la série était « invariablement structurée autour d'oppositions » en ce sens que les romans d'horreur pour adolescents « ne mettent pas fin à l'opposition entre le réel et l'imaginaire, mais affirment au contraire cette distinction ». Roy Fisher a écrit que la série incarnait et représentait « les peurs et les angoisses des jeunes à propos de leur vie en général et de l'école en particulier ». D'autres ont noté la similitude de la série avec Stephen King, affirmant qu'il y avait « peu de différence entre l'approche et la conception... à part la longueur ».
Will Davis, du Guardian, a attribué le déclin de la série à des exigences plus élevées de la part des lecteurs adolescents et à l'absence de problèmes réels dans la série.
La série a reçu des critiques négatives pour sa représentation des personnages féminins. L'historienne britannique de l'éducation Mary Hilton a écrit dans son livre Potent Fictions : Children's Literacy and the Challenge of Popular Culture (Routledge, 1996), de nombreux jeunes lecteurs considèrent que les personnages féminins sont ceux qui sont « bouleversés, tués ou largués ».

## Ramifications
Il y a eu trois ramifications de la série Point Horror qui, bien que portant toutes le logo « Point Horror », sont souvent considérées comme des séries à part entière. Il s'agit de Point Horror Unleashed, Nightmare Hall et Mutant Point Horror. Nightmare Hall est unique parmi les séries dérivées car la série été écrite entièrement par Diane Hoh.

## Télévision
En novembre 2019, il a été annoncé qu'une anthologie allait être adapté pour HBO Max.

## Publications

### 1979
- Avalanche - Arthur Roth

### 1985
- Slumber Party - Christopher Pike

### 1986
- Quel rendez-vous ! (Blind Date) - R.L. Stine
- Weekend - Christopher Pike

### 1987
- Twisted - R.L. Stine
- Through the Hidden Door - Rosemary Wells

### 1988
- The Lifeguard - Richie Tankersley Cusick
- The Nightmare Man - Tessa Krailing

### 1989
- Party Line - A. Bates
- The Fog - Caroline B. Cooney
- La Baby-sitter (The Babysitter) - R.L. Stine
- Trick or Treat - Richie Tankersley Cusick
- My Secret Admirer - Carol Ellis
- Prom Dress - Lael Littke

### 1990
- The Snow - Caroline B. Cooney
- The Fire - Caroline B. Cooney
- April Fools - Richie Tankersley Cusick
- Final Exam - A. Bates
- Funhouse - Diane Hoh
- Beach Party - R.L. Stine
- Le Retour de Bob (The Boyfriend) - R.L. Stine
- Teacher's Pet - Richie Tankersley Cusick

### 1991
- Thirteen: 13 Tales of Horror An Anthology of short horror stories ; (Ces courtes histoires n'ont pas été publiées individuellement)
  - 01) Collect Call - Christopher Pike
  - 02) Lucinda - Lael Littke
  - 03) The Guccioli Miniature - Jay Bennett
  - 04) Blood Kiss - D.E. Athkins
  - 05) A Little Taste of Death - Patricia Windsor
  - 06) The Doll - Carol Ellis
  - 07) House of Horrors - J.B. Stamper
  - 08) Where the Deer Are - Caroline B. Cooney
  - 09) The Spell - R.L. Stine
  - 10) Dedicated to the One I Love - Diane Hoh
  - 11) Hacker - Sinclair Smith
  - 12) Deathflash - A. Bates
  - 13) The Boy Next Door - Ellen Emerson White
- Mother's Helper - A. Bates
- Sister Dearest - D.E. Athkins
- The Accident - Diane Hoh
- The Babysitter II - R.L. Stine
- The Cheerleader - Caroline B. Cooney
- La Rouquine (The Girlfriend) - R.L. Stine
- The Invitation - Diane Hoh
- Le Bonhomme de neige (The Snowman) - R.L. Stine

### 1992
- Beach House - R.L. Stine
- Fatal Secrets - Richie Tankersley Cusick
- Freeze Tag - Caroline B. Cooney
- Délit de fuite (Hit and Run) - R.L. Stine
- The Cemetery - D.E. Athkins
- Mirror, Mirror - D.E. Athkins
- The Dead Game - A. Bates
- The Fever - Diane Hoh
- Cauchemar sur l'autoroute (The Hitchhiker) - R.L. Stine
- The Mall - Richie Tankersley Cusick
- The Perfume - Caroline B. Cooney
- The Return of the Vampire - Caroline B. Cooney
- The Train - Diane Hoh
- The Waitress - Sinclair Smith
- The Window - Carol Ellis

### 1993
- Camp Fear - Carol Ellis
- Dream Date - Sinclair Smith
- Halloween Night - R.L. Stine
- Help Wanted - Richie Tankersley Cusick
- Nightmare Hall 1 - The Silent Scream - Diane Hoh
- Nightmare Hall 2 - The Roommate - Diane Hoh
- Nightmare Hall 3 - Deadly Attraction - Diane Hoh
- Nightmare Hall 4 - The Wish - Diane Hoh
- Nightmare Hall 5 - The Scream Team - Diane Hoh
- Nightmare Hall 6 - Guilty - Diane Hoh
- Le Fantôme de la falaise (The Dead Girlfriend) - R.L. Stine
- The Phantom - Barbara Steiner
- The Stranger - Caroline B. Cooney
- The Vampire's Promise - Caroline B. Cooney
- La Gardienne III (The Babysitter III) - R.L. Stine

### 1994
- 13 More Tales of Horror An Anthology of short horror stories ; (Ces courtes histoires n'ont pas été publiées individuellement)
  - 01) The Cat-Dogs - Susan Price
  - 02) The Piano - Diane Hoh
  - 03) The Devil's Footprints - Malcolm Rose
  - 04) Softies - Stan Nicholls
  - 05) The House That Jack Built - Garry Kilworth
  - 06) The Station With No Name - Colin Greenland
  - 07) Something to Read - Philip Pullman
  - 08) Killing Time - Jill Bennett
  - 09) J.R.E. Ponsford - Graham Masterton
  - 10) The Buyers - David Belbin
  - 11) Closeness - Chris Westwood
  - 12) The Ring - Margaret Bingley
  - 13) Bone Meal - John Gordon
- Call Waiting - R.L. Stine
- Driver's Dead - Peter Lerangis
- Rendez-vous à l'Halloween (Halloween Night II) - R.L. Stine
- Nightmare Hall 7 - Pretty Please - Diane Hoh
- Nightmare Hall 8 - The Experiment - Diane Hoh
- Nightmare Hall 9 - The Night Walker - Diane Hoh
- Nightmare Hall 10 - Sorority Sister - Diane Hoh
- Nightmare Hall 11 - Last Date - Diane Hoh
- Nightmare Hall 12 - The Whisperer - Diane Hoh
- Nightmare Hall 13 - Monster - Diane Hoh
- Nightmare Hall 14 - The Initiation - Diane Hoh
- Nightmare Hall 15 - Truth or Die - Diane Hoh
- Silent Witness - Carol Ellis
- Twins - Caroline B. Cooney
- The Diary - Sinclair Smith
- The Forbidden Game 1: The Hunter - L.J. Smith
- The Forbidden Game 2: The Chase - L.J. Smith
- The Forbidden Game 3: The Kill - L.J. Smith
- The Watcher - Lael Littke
- The Yearbook - Peter Lerangis
- I Saw You That Night! - R.L. Stine

### 1995
- 13 Again An Anthology of short horror stories ; (Ces courtes histoires n'ont pas été publiées individuellement)
  - 01) Anjelica's Room - Laurence Staig
  - 02) Foxgloves - Susan Price
  - 03) The Ultimate Assassin - Malcolm Rose
  - 04) The Rattan Collar - Garry Kilworth
  - 05) Boomerang - David Belbin
  - 06) The Delinquent - Maresa Morgan
  - 07) The Ghost Trap - Lisa Tuttle
  - 08) Close Cut - Philip Gross
  - 09) Grandma - Colin Greenland
  - 10) Vampire in Venice - John Gordon
  - 11) Picking up the Tab - Stan Nicholls
  - 12) Evidence of Angels - Graham Masterton
  - 13) Hospital Trust - Dennis Hamley
- Hide And Seek - Jane McFann
- Night School - Caroline B. Cooney
- La Gardienne IV (The Babysitter IV) - R.L. Stine
- The Body - Carol Ellis
- The Boy Next Door - Sinclair Smith
- The Claw - Carmen Adams
- The Mummy - Barbara Steiner
- The Surfer - Linda Cargill
- Vampire's Love 1: Blood Curse - Janice Harrell[10]
- Vampire's Love 2: Blood Spell - Janice Harrell

### 1996
- Amnesia - Sinclair Smith
- Double Date - Sinclair Smith
- Homecoming Queen - John Hall
- Krazy 4 U - A. Bates
- Prom Date - Diane Hoh
- Second Sigh - Sinclair Smith
- Spring Break - Barbara Steiner
- Sweet Sixteen - Francescca Jeffries
- The Bride - D.E. Athkins
- The Stalker - Carol Ellis
- Unleashed - Blood Sinister - Celia Rees
- Unleashed - Transformer - Philip Gross

### 1997
- Unleashed - At Gehenna's Door - Peter Beere
- Unleashed - The Carver - Jenny Jones
- Unleashed - The Vanished - Celia Rees

### 1998
- Unleashed - Catchman - Chris Wooding
- Unleashed - Darker - Andrew Matthews
- Unleashed - House of Bones - Graham Masterton
- Unleashed - The Hanging Tree - Paul Stewart

### 1999
- Unleashed - Eve's Party - Nick Turnbull
- Unleashed - Facetaker - Philip Gross
- Unleashed - The Ghost Wife - Susan Price
- Unleashed - Skinners - John Gordon

### 2000
- Unleashed - Amy - Samantha Lee
- Unleashed - In Spirit - Nick Turnbull
- Unleashed - The Bogle - Samantha Lee
- Unleashed - Scissorman - John Brindley

### 2001
- Unleashed - Fright Train - Paul Stewart
- Unleashed - Lowlake - Roger Davenport
- Unleashed - The Cunning Man - Celia Rees

### 2002
- Unleashed - Moonchildren - Andrew Mathews
- Unleashed - The Belltower - Samantha Lee
- Unleashed - Welcome Stranger - Anthony Masters

### 2003
- Demon - Samantha Lee
- The Dark - Linda Cargill
- The Unseen Part 1 - It Begins - Richie Tankersley Cusick
- X-Isle - Peter Lerangis

### 2004
- The Dark II - Linda Cargill
- The Unseen Part 2 - Rest in Peace - Richie Tankersley Cusick
- Return to X-Isle - Peter Lerangis
- Demon II - Samantha Lee

### 2005
- The Unseen part 3 - Blood Brothers - Richie Tankersley Cusick
- The Unseen part 4 - Sin and Salvation - Richie Tankersley Cusick

### 2013
- Defriended - Ruth Baron
- Identity Theft - Anna Davies

### 2014
- Wickedpedia - Chris Van Etten
- Followers - Anna Davies